# Skupina I/XIX
Skupina I/XIX (izvirno nemško Gruppe I/XIX) je bila pehotna vojaška enota v moči divizije avstro-ogrske kopenske vojske, ki je bila aktivna med prvo svetovno vojno.

## Poveljstvo
Poveljniki 
- Siegmund von Gerhauser: april 1917 - junij 1918
- Theodor von Lerch: junij - julij 1918
- Georg Komma: julij 1918